# Аджуду-Векі
Аджуду-Векі (рум. Adjudu Vechi) — село у повіті Вранча в Румунії. Адміністративно підпорядковане місту Аджуд.
Село розташоване на відстані 207 км на північний схід від Бухареста, 48 км на північ від Фокшан, 117 км на південь від Ясс, 102 км на північний захід від Галаца, 133 км на північний схід від Брашова.

## Населення
За даними перепису населення 2002 року у селі проживали 1577 осіб, усі — румуни. Усі жителі села рідною мовою назвали румунську.